# FEANTSA
FEANTSA (pol. Europejska Federacja Krajowych Organizacji Pracujących z Ludźmi Bezdomnymi, ang. European Federation of National Organisations working with the Homeless, fr. Fédération Européenne d'Associations Nationales Travaillant avec les Sans-Abri) – jest to jedyna, europejska, pozarządowa organizacja, skupiająca się wyłącznie na walce z bezdomnością. FEANTSA łączy niedochodowe usługi, które wspierają osoby bezdomne znajdujące się w Europie. Twórca europejskiej typologii bezdomności i wykluczenia mieszkaniowego o nazwie ETHOS oraz Deklaracji z Bergamo.
Celem federacji jest zapobieganie i łagodzenie skutków ubóstwa oraz wykluczenia społecznego osób zagrożonych bezdomnością albo doświadczających tego zjawiska w drodze zachęcania, ułatwiania i moderowania współpracy instytucji walczących z bezdomnością. Ruch skupia ponad sto organizacji członkowskich z terenu Europy, w prawie wszystkich krajach Unii Europejskiej. Są to najczęściej narodowe lub regionalne organizacje zrzeszające usługodawców, którzy wspierają osoby bezdomne zapewniając im usługi w zakresie mieszkalnictwa, zdrowia, zatrudnienia, jak również wsparcia społecznego.